# I Feel Loved
Singles de Depeche Mode
Dream On
(2001) Freelove
(2001)
Pistes de Exciter
Comatose
(8) Breathe
(10)
I Feel Loved est le trente-septième single de Depeche Mode, sorti le 30 juillet 2001. C'est le deuxième single extrait de l'album Exciter. La face B, Dirt, est une reprise d'un titre des Stooges, présent sur l'album Fun House, publié en 1970.

## Liste des pistes
| 12" - Mute / 12Bong31 (Royaume-Uni) 1. I Feel Loved (Danny Tenaglia's Labor of Love Edit) (8:00) 2. I Feel Loved (Danny Tengalia's Labor of Love Dub) (11:56) 12" - Mute / L12Bong31 (Royaume-Uni) 1. I Feel Loved (Umek Remix) (8:11) 2. I Feel Loved (Thomas Brinkmann Mix) (5:29) 3. I Feel Loved (Chamber's Remix) (6:18) CD - Mute / CDBong31 (Royaume-Uni) 1. I Feel Loved (3:41) 2. Dirt (5:00) 3. I Feel Loved (Extended Instrumental) (8:28) (remixé par McCracken and Tungsten) CD - Mute / LCDBong31 (Royaume-Uni) 1. I Feel Loved (Danny Tenaglia's Labor of Love Edit) (7:59) 2. I Feel Loved (Thomas Brinkmann Mix) (5:29) 3. I Feel Loved (Chamber's Remix) (6:18) (remixé par Doug Hart et Paul Freegard) 4. Bonus multimédia Promo 12" - Mute / P12Bong31 (Royaume-Uni) 1. I Feel Loved (Danny Tenaglia's Labor of Love Mix) (14:12) 2. I Feel Loved (Danny Tenaglia's Labor of Love Instrumental) (13:43) Promo 12" - Mute / PL12Bong31 (Royaume-Uni) 1. I Feel Loved (Danny Tenaglia's Labor of Love Dub) (12:10) 2. I Feel Loved (Desert After Hours Dub) (7:03) 3. I Feel Loved (Danny Tenaglia's Labor of Love Edit) (8:00) Promo 12" - Mute / PXL12Bong31 (Royaume-Uni) 1. I Feel Loved (Umek Remix) (8:11) 2. I Feel Loved (Thomas Brinkmann Mix) (5:29) 3. I Feel Loved (Chamber's Remix) (6:18) Radio Promo CD - Mute / RCDBong31 (Royaume-Uni) 1. I Feel Loved (Danny Tenaglia's Labor of Love Radio Edit) (3:10) 2. I Feel Loved (Danny Tenaglia's Labor of Love Edit) (8:00) 2x12" - Reprise / 0-42398 (US) 1. I Feel Loved (Danny Tenaglia's Labor of Love Edit) (8:00) 2. I Feel Loved (Thomas Brinkmann Mix) (5:29) 3. I Feel Loved (Chamber's Remix) (6:18) 4. I Feel Loved (Danny Tenaglia's Labor of Love Instrumental) (13:43) 5. I Feel Loved (Extended Instrumental) (8:28) 6. Dirt" (5:00) | CD - Reprise / 2-42398 (US) 1. I Feel Loved (Danny Tenaglia's Labor of Love Edit) (8:00) 2. I Feel Loved (Thomas Brinkmann Mix) (5:29) 3. I Feel Loved (Chamber's Remix) (6:18) 4. I Feel Loved (Extended Instrumental) (8:28) 5. Dirt (5:00) Promo 12" - Reprise / PRO-A-100714A (US) 1. I Feel Loved (Remix) (3:39) 2. I Feel Loved (Danny Tenaglia's Labor Of Love Radio Edit) (3:17) 3. I Feel Loved (Album Edit) (3:38) Promo 12" - Reprise / PRO-A-100720A (US) 1. I Feel Loved (Danny Tenaglias's Labor Of Love Mix) (14:13) 2. I Feel Loved (Thomas Brinkmann Remix) (5:29) 3. I Feel Loved (Extended Instrumental) (8:29) Promo CD - Reprise / PRO-A-100714 / PRO-A-100720 (US) 1. I Feel Loved (Remix) (3:39) 2. I Feel Loved (Danny Tenaglia's Labor Of Love Radio Edit) (3:17) 3. I Feel Loved (Album Edit) (3:38) - Il existe deux éditions de cette version promo, une avec un disque noir, l'autre avec un disque orange. CDR - Reprise (US) 1. I Feel Loved (The BRAT Mix) (9:37) 2. I Feel Loved (The BRAT Dub) (6:57) 3. I Feel Loved (The BRAT 7" Mix) (3:43) 4. I Feel Loved (The BRAT Mix - No Lullaby) (7:31) CDR - Reprise (US) 1. I Feel Loved (NYC Remix) (9:16) (Peter Rauhofer Mix) 2. I Feel Loved (Ara Simonian Remix) (8:20) 3. I Feel Loved (DJ Sweden Remix) (7:54) 4. I Feel Loved (DJ Phoenix Remix) (9:12) 5. I Feel Loved (Chad Jackson Remix) (5:07) 6. I Feel Loved (Symbion Remix) (7:35) 7. I Feel Loved (Love Fibre Remix) (5:03) 8. I Feel Loved (Serge Remix) (4:14) 9. I Feel Loved (Butcher Bros. Mix) (4:09) 10. I Feel Loved (Remix) (3:39) |

- I Feel Loved est composée par  Martin L. Gore
- Dirt a été écrite par Ron Asheton, Scott Asheton, Dave Alexander et Iggy Pop

## Classement hebdomadaire
| Classement                              | Meilleure position |
| --------------------------------------- | ------------------ |
| Autriche (Ö3 Austria Top 40)            | 44                 |
| Belgique (Wallonie Ultratop 50 Singles) | 24                 |
| Canada (Nielsen SoundScan)              | 8                  |
| Danemark (Tracklisten)                  | 6                  |
| Finlande (Suomen virallinen lista)      | 17                 |
| France (SNEP)                           | 39                 |
| Allemagne (Media Control AG)            | 9                  |
| Italie (FIMI)                           | 5                  |
| Pays-Bas (Single Top 100)               | 64                 |
| Espagne (PROMUSICAE)                    | 4                  |
| Suède (Sverigetopplistan)               | 16                 |
| Suisse (Schweizer Hitparade)            | 64                 |
| Royaume-Uni (UK Singles Chart)          | 12                 |